# Eight Miles High (album)
Eight Miles High is een rockalbum van Golden Earring uit november 1969.
Met deze elpee doken de Hagenezen in de acid-rock ofwel psychedelische rock. Het nummer Eight Miles High, geschreven door Gene Clark, Roger McGuinn en David Crosby, leende zich uitstekend om de hallucinante sfeer weer te geven. Tijdens liveoptredens in onder andere de Verenigde Staten werd Eight Miles High uitgerekt tot drie kwartier en verrijkt met een gitaar-, drum- en bassolo. Omdat een elpeezijde slechts beperkt is tot plusminus 20 minuten, moest dit nummer ingekort worden. Met 19 minuten is Eight Miles High de langste track die Golden Earring ooit op plaat zette. Song of a Devil's Servant komt al eerder voor op de voorganger On the Double (1969), maar kent op Eight Miles High een meer psychedelische uitvoering. De elpee is in vijf dagen opgenomen in de Olympic Studio in Londen. De spontaniteit van de liedjes werd geprezen, de rudimentaire techniek kreeg na de verschijning wat kritiek te verduren.

## Nummers
1. Landing (4.27)
2. Song of a Devil's Servant (6.00)
3. One Huge Road (3.05)
4. Everyday's Torture (5.19)
5. Eight Miles High (19.00)

## Bezetting
- Barry Hay - zang, dwarsfluit, gitaar
- George Kooymans - gitaar, zang
- Rinus Gerritsen - basgitaar, orgel, piano
- Sieb Warner - percussie

## Hitnotering
| Eight Miles High in de Nederlandse LP Top 20 binnen: 06-12-1969 | Eight Miles High in de Nederlandse LP Top 20 binnen: 06-12-1969 | Eight Miles High in de Nederlandse LP Top 20 binnen: 06-12-1969 | Eight Miles High in de Nederlandse LP Top 20 binnen: 06-12-1969 | Eight Miles High in de Nederlandse LP Top 20 binnen: 06-12-1969 | Eight Miles High in de Nederlandse LP Top 20 binnen: 06-12-1969 | Eight Miles High in de Nederlandse LP Top 20 binnen: 06-12-1969 | Eight Miles High in de Nederlandse LP Top 20 binnen: 06-12-1969 | Eight Miles High in de Nederlandse LP Top 20 binnen: 06-12-1969 | Eight Miles High in de Nederlandse LP Top 20 binnen: 06-12-1969 | Eight Miles High in de Nederlandse LP Top 20 binnen: 06-12-1969 | Eight Miles High in de Nederlandse LP Top 20 binnen: 06-12-1969 |
| Week                                                            | 1                                                               | 2                                                               | 3                                                               | 4                                                               | 5                                                               | 6                                                               | 7                                                               | 8                                                               | 9                                                               | 10                                                              |                                                                 |
| --------------------------------------------------------------- | --------------------------------------------------------------- | --------------------------------------------------------------- | --------------------------------------------------------------- | --------------------------------------------------------------- | --------------------------------------------------------------- | --------------------------------------------------------------- | --------------------------------------------------------------- | --------------------------------------------------------------- | --------------------------------------------------------------- | --------------------------------------------------------------- | --------------------------------------------------------------- |
| Positie                                                         | 13                                                              | 13                                                              | 9                                                               | 9                                                               | 9                                                               | 9                                                               | 11                                                              | 11                                                              | 13                                                              | 13                                                              | uit                                                             |

Discografie